# 帰化日本人の政治家一覧

帰化日本人の政治家一覧（きかにほんじんのせいじかいちらん）
帰化の事情を自ら公表したうえ、日本の国・地方（都道府県・市町村）の議員および首長の選挙で当選した経歴の持つ人物を記載する。

## 一覧
| 氏名                           | 帰化の際の国籍 | 役職                      | 初当選                       | 初当選時の所属政党 |
| ------------------------------ | -------------- | ------------------------- | ---------------------------- | ------------------ |
| 新井将敬                       | （朝鮮籍）     | 衆議院議員（東京都第2区） | 第38回衆議院議員総選挙       | 自由民主党         |
| ツルネン・マルテイ（弦念丸呈） | フィンランド   | 湯河原町議会議員          | 1992年湯河原町議会議員選挙   | 無所属             |
| ツルネン・マルテイ（弦念丸呈） | フィンランド   | 参議院議員（比例区）      | 第19回参議院議員通常選挙     | 民主党             |
| ビアンキ・アンソニー           | アメリカ合衆国 | 犬山市議会議員            | 第15回統一地方選挙           | 無所属             |
| 白眞勲                         | 大韓民国       | 参議院議員（比例区）      | 第20回参議院議員通常選挙     | 民主党             |
| ヘイズ・ジョン                 | カナダ         | 茨城県議会議員            | 2008年つくば市議会議員選挙   | 無所属             |
| 井上ノエミ                     | ボリビア       | 墨田区議会議員            | 第17回統一地方選挙           | みんなの党         |
| プラニク・ヨゲンドラ（よぎ）   | インド         | 江戸川区議会議員          | 第19回統一地方選挙           | 立憲民主党         |
| スルタン・ヌール               | エジプト       | 庄内町議会議員            | 2021年庄内町議会議員補欠選挙 | 無所属             |
| 英利アルフィヤ                 | 中華人民共和国 | 衆議院議員（千葉県第5区） | 2023年千葉5区補欠選挙        | 自由民主党         |
| ババホジャエヴァ・オルズグル   | ウズベキスタン | 世田谷区議会議員          | 第20回統一地方選挙           | 立憲民主党         |
| 石平                           | 中華人民共和国 | 参議院議員（比例区）      | 第27回参議院議員通常選挙     | 日本維新の会       |

## 備考
1. ↑  大橋巨泉の辞職による繰り上げ当選。
2. ↑  両親は中国新疆ウイグル自治区出身のウイグル人とウズベク人。

### 旧国籍法
1. ↑  日本人の母に生まれたにも拘らず、出生当時の国籍法の父系主義により日本国籍が取得できなかった。